# 諾氏草
諾氏草（学名：Knoxia corymbosa）为茜草科紅芽大戟屬下的一个种。

## 扩展阅读
- 維基物種上的相關：諾氏草